# Кузмин (Косово Поље)
Кузмин (алб. Kuzmin) је насеље у општини Косово Поље, Косово и Метохија, Република Србија.

## Историја
Није познат живот села под Турцима све до почетка 19. века. Најстарији досељеници Срби су у то време затекли село као чифлик неког Мемета Кузмина, на коме су чифчије били Албанци. Убивши неке ханџије, они су избегли у Дреницу, у Влашки Дреновац. По исељењу тих Албанаца у Дреницу село је било чифлик све до свршетка Првог светског рата.

## Порекло становништва по родовима
Подаци о пореклу становништва из 1933. годне.
Српски родови
- Перићи (4 к., Св. Лука). Најстарији су досељеници а досељени су око 1830. од вучитрнске сгране „од крви“. Појасеви у 1933. од досељења: Пера, Стојко, Зака, Петар (50 година).
- Јошићи или Вуксанови (6 к., Св. Агатоник). Досељени из Црне Горе после Перића.
- Ристићи (3 к., Св. Никола). Пресељени средином 19. века из Г. Брњице.
- Милованчићи (12 к., Св. Никола). Пресељени из Враголије средином 19. века, а пре тог живели у М. Слатини.
- Дробњаци (5 к., Ђурђевдан и Св. Илија). Из Дробњака (код Неродимље) су од зулума прешли у М. Слатину, одакле су се у Кузмин преселили кад и Милованчићи.
- Дошљаци (2 к., Св. Никола). Преселили се средином прошлог века из села Крушевца, где су се раније доселили из Новобрдске Криве реке.
- Перелићи (10 к., Св. Никола). Пресељени око 1870. из истоименог рода у Угљару. Старином су из М. Слатине.
- Ћирковићи (3 к., Св. Никола). Преселили се око 1890. из Доброг Дуба, а пре тога су живели у Д. Добреву. Један су род са Ћирковићима у Батусима.
- Крстићи (1 К., Св. Василије). Пресељени 1913. из М. Белаћевца.
- Стојковићи(3к.Св.Василије Велики). Доселили су се из Косова Поља (1980) Драгутин, Александар, Јовица.

Муслимански Роми
- Куртешовић (1 к.) и Мустафовић (1 к.). Пресељени из В. Белаћевца пре балканског рата.

## Демографија
| Година       | 1948 | 1953 | 1961 | 1971 | 1981 | 1991 |
| ------------ | ---- | ---- | ---- | ---- | ---- | ---- |
| Становништво | 415  | 465  | 516  | 502  | 526  | 554  |

|  |